# 穆伊頓貝區
11°46′37″S 39°53′49″E / 11.777°S 39.897°E
穆伊頓貝區（葡萄牙語：Muidumbe），是莫桑比克的行政區，位於該國北部，由德爾加杜角省負責管轄，首府設於穆伊頓貝，面積2,123平方公里，2015年人口78,721，人口密度每平方公里37人。